# 1693
1693 (MDCXCIII) var ett normalår som började en torsdag i den gregorianska kalendern och ett normalår som började en söndag i den julianska kalendern.

## Händelser

### Januari
- 11 januari  – Jordbävningen på Sicilien 1693.[1]

### Augusti
- 18 augusti – Mariestad drabbas av en stadsbrand.[2]

### Okänt datum
- Lessebo pappersbruk grundas.
- De svenska ständerna pressas till deklarationen att Karl XI och hans arvingar får sitt envälde av Guds nåde och därför inte står till svars inför några världsliga makter.
- En ny svensk skolordning införs med regler om kunskapsprövning vid övergången från gymnasiet till akademien.
- John Locke publicerar Some Thoughts Concerning Education.[3]

## Födda
- 7 mars – Clemens XIII, född Carlo della Torre di Rezzonico, påve 1758–1769.
- 16 april – Anna Sophie Reventlow, drottning av Danmark och Norge 1721–1730, gift med Fredrik IV.
- 24 maj – Fredrik Trolle, svensk lanthushållare, politiker och fideikommissarie.
- 30 november – Christoph Förster, tysk tonsättare och violinist.
- Margareta Haverman, fransk konstnär.

## Avlidna
- 8 januari – Marguerite de la Sablière, fransk kulturmecenat.
- 22 februari – Henrik Horn (1618–1693), svensk fältmarskalk och generalguvernör i Bremen och Verden.
- 26 juli – Ulrika Eleonora av Danmark, drottning av Sverige sedan 1680, gift med Karl XI.
- 22 december - Elisabetha Hevelius, polsk astronom.

### Fotnoter
1. ↑  ”Venedig den 24 Fecr.”. Ordinarie Stockholmiske Post-Tijdender:  s. 2. 27 februari 1693. https://tidningar.kb.se/2979645/1693-02-27/edition/145134/part/1/page/2/.
2. ↑  ”Värmlands brandhistoriska klubb”. Arkiverad från originalet den 12 oktober 2011. https://www.webcitation.org/62NB7kO36?url=http://www.brandhistoriska.org/olyckor_se.html. Läst 25 mars 2011.
3. ↑  Cunningham, Hugh. ”Re-inventing childhood”. open2.net. Open University. http://www.open2.net/theinventionofchildhood/childhood_inventions.html. Läst 16 juni 2010.